# Grand Prix Arabii Saudyjskiej 2025
Grand Prix Arabii Saudyjskiej 2025, oficjalnie Formula 1 STC Saudi Arabian Grand Prix 2025 – piąta runda Mistrzostw Świata Formuły 1 w sezonie 2025. Grand Prix odbyło się w dniach 18–20 kwietnia 2025 na torze Jeddah Corniche Circuit w Dżuddzie. Wyścig wygrał Oscar Piastri (McLaren), obejmując pozycję lidera w klasyfikacji kierowców, a na podium stanęli kolejno: startujący z pole position Max Verstappen (Red Bull Racing) i Charles Leclerc (Ferrari).

## Lista startowa
| Nr          | Kierowca              | Zespół                             | Samochód                          | Silnik              | Opony |
| ----------- | --------------------- | ---------------------------------- | --------------------------------- | ------------------- | ----- |
| 1           | Max Verstappen        | Oracle Red Bull Racing             | Red Bull Racing RB21              | Honda RBPTH002      | P     |
| 4           | Lando Norris          | McLaren Formula 1 Team             | McLaren MCL39                     | Mercedes-AMG F1 M16 | P     |
| 5           | Gabriel Bortoleto     | Stake F1 Team Kick Sauber          | Kick Sauber C45                   | Ferrari 066/12      | P     |
| 6           | Isack Hadjar          | Visa Cash App Racing Bulls F1 Team | Racing Bulls VCARB 02             | Honda RBPTH002      | P     |
| 7           | Jack Doohan           | BWT Alpine F1 Team                 | Alpine A525                       | Renault E-Tech RE25 | P     |
| 10          | Pierre Gasly          | BWT Alpine F1 Team                 | Alpine A525                       | Renault E-Tech RE25 | P     |
| 12          | Andrea Kimi Antonelli | Mercedes-AMG PETRONAS F1 Team      | Mercedes-AMG F1 W16 E Performance | Mercedes-AMG F1 M16 | P     |
| 14          | Fernando Alonso       | Aston Martin Aramco F1 Team        | Aston Martin AMR25                | Mercedes-AMG F1 M16 | P     |
| 16          | Charles Leclerc       | Scuderia Ferrari HP                | Ferrari SF-25                     | Ferrari 066/12      | P     |
| 18          | Lance Stroll          | Aston Martin Aramco F1 Team        | Aston Martin AMR25                | Mercedes-AMG F1 M16 | P     |
| 22          | Yūki Tsunoda          | Oracle Red Bull Racing             | Red Bull Racing RB21              | Honda RBPTH002      | P     |
| 23          | Alexander Albon       | Atlassian Williams Racing          | Williams FW47                     | Mercedes-AMG F1 M16 | P     |
| 27          | Nico Hülkenberg       | Stake F1 Team Kick Sauber          | Kick Sauber C45                   | Ferrari 066/12      | P     |
| 30          | Liam Lawson           | Visa Cash App Racing Bulls F1 Team | Racing Bulls VCARB 02             | Honda RBPTH002      | P     |
| 31          | Esteban Ocon          | MoneyGram Haas F1 Team             | Haas VF-25                        | Ferrari 066/12      | P     |
| 44          | Lewis Hamilton        | Scuderia Ferrari HP                | Ferrari SF-25                     | Ferrari 066/12      | P     |
| 55          | Carlos Sainz Jr.      | Atlassian Williams Racing          | Williams FW47                     | Mercedes-AMG F1 M16 | P     |
| 63          | George Russell        | Mercedes-AMG PETRONAS F1 Team      | Mercedes-AMG F1 W16 E Performance | Mercedes-AMG F1 M16 | P     |
| 81          | Oscar Piastri         | McLaren Formula 1 Team             | McLaren MCL39                     | Mercedes-AMG F1 M16 | P     |
| 87          | Oliver Bearman        | MoneyGram Haas F1 Team             | Haas VF-25                        | Ferrari 066/12      | P     |
| Źródło: FIA |                       |                                    |                                   |                     |       |

## Wyniki

### Najlepsze czasy sesji treningowych
| Sesja       | Nr | Kierowca     | Konstruktor      | Czas     | Okr. |
| ----------- | -- | ------------ | ---------------- | -------- | ---- |
| 1           | 10 | Pierre Gasly | Alpine-Renault   | 1:29,239 | 25   |
| 2           | 4  | Lando Norris | McLaren-Mercedes | 1:28,267 | 21   |
| 3           | 4  | Lando Norris | McLaren-Mercedes | 1:27,489 | 18   |
| Źródło: FIA |    |              |                  |          |      |

### Kwalifikacje
| P                    | Nr | Kierowca              | Konstruktor                  | Czasy w kwalifikacjach | Czasy w kwalifikacjach | Czasy w kwalifikacjach | Poz. s. |
| P                    | Nr | Kierowca              | Konstruktor                  | Q1                     | Q2                     | Q3                     | Poz. s. |
| -------------------- | -- | --------------------- | ---------------------------- | ---------------------- | ---------------------- | ---------------------- | ------- |
| 1                    | 1  | Max Verstappen        | Red Bull Racing-Honda RBPT   | 1:27,778               | 1:27,529               | 1:27,294               | 1       |
| 2                    | 81 | Oscar Piastri         | McLaren-Mercedes             | 1:27,901               | 1:27,545               | 1:27,304               | 2       |
| 3                    | 63 | George Russell        | Mercedes                     | 1:28,282               | 1:27,599               | 1:27,407               | 3       |
| 4                    | 16 | Charles Leclerc       | Ferrari                      | 1:28,552               | 1:27,866               | 1:27,670               | 4       |
| 5                    | 12 | Andrea Kimi Antonelli | Mercedes                     | 1:28,128               | 1:27,798               | 1:27,866               | 5       |
| 6                    | 55 | Carlos Sainz Jr.      | Williams-Mercedes            | 1:28,354               | 1:28,024               | 1:28,164               | 6       |
| 7                    | 44 | Lewis Hamilton        | Ferrari                      | 1:28,372               | 1:28,102               | 1:28,201               | 7       |
| 8                    | 22 | Yūki Tsunoda          | Red Bull Racing-Honda RBPT   | 1:28,226               | 1:27,990               | 1:28,204               | 8       |
| 9                    | 10 | Pierre Gasly          | Alpine-Renault               | 1:28,421               | 1:28,025               | 1:28,367               | 9       |
| 10                   | 4  | Lando Norris          | McLaren-Mercedes             | 1:27,805               | 1:27,481               | –                      | 10      |
| 11                   | 23 | Alexander Albon       | Williams-Mercedes            | 1:28,279               | 1:28,109               |                        | 11      |
| 12                   | 30 | Liam Lawson           | Racing Bulls-Honda RBPT      | 1:28,561               | 1:28,191               |                        | 12      |
| 13                   | 14 | Fernando Alonso       | Aston Martin Aramco-Mercedes | 1:28,548               | 1:28,303               |                        | 13      |
| 14                   | 6  | Isack Hadjar          | Racing Bulls-Honda RBPT      | 1:28,571               | 1:28,418               |                        | 14      |
| 15                   | 87 | Oliver Bearman        | Haas-Ferrari                 | 1:28,536               | 1:28,648               |                        | 15      |
| 16                   | 18 | Lance Stroll          | Aston Martin Aramco-Mercedes | 1:28,645               |                        |                        | 16      |
| 17                   | 7  | Jack Doohan           | Alpine-Renault               | 1:28,739               |                        |                        | 17      |
| 18                   | 27 | Nico Hülkenberg       | Kick Sauber-Ferrari          | 1:28,782               |                        |                        | 18      |
| 19                   | 31 | Esteban Ocon          | Haas-Ferrari                 | 1:29,092               |                        |                        | 19      |
| 20                   | 5  | Gabriel Bortoleto     | Kick Sauber-Ferrari          | 1:29,462               |                        |                        | 20      |
| 107% czasu: 1:33,922 |    |                       |                              |                        |                        |                        |         |
| Źródło: FIA          |    |                       |                              |                        |                        |                        |         |

### Wyścig
| P           | Nr | Kierowca              | Konstruktor                  | Okr. | Czas                       | Poz. s. | +/−       | Punkty |
| ----------- | -- | --------------------- | ---------------------------- | ---- | -------------------------- | ------- | --------- | ------ |
| 1           | 81 | Oscar Piastri         | McLaren-Mercedes             | 50   | 1:21:06,758                | 2       | 1         | 25     |
| 2           | 1  | Max Verstappen        | Red Bull Racing-Honda RBPT   | 50   | +2,843                     | 1       | 1         | 18     |
| 3           | 16 | Charles Leclerc       | Ferrari                      | 50   | +8,104                     | 4       | 1         | 15     |
| 4           | 4  | Lando Norris          | McLaren-Mercedes             | 50   | +9,196                     | 10      | 6         | 12     |
| 5           | 63 | George Russell        | Mercedes                     | 50   | +27,236                    | 3       | 2         | 10     |
| 6           | 12 | Andrea Kimi Antonelli | Mercedes                     | 50   | +34,688                    | 5       | 1         | 8      |
| 7           | 44 | Lewis Hamilton        | Ferrari                      | 50   | +39,073                    | 7       | Bez zmian | 6      |
| 8           | 55 | Carlos Sainz Jr.      | Williams-Mercedes            | 50   | +64,630                    | 6       | 2         | 4      |
| 9           | 23 | Alexander Albon       | Williams-Mercedes            | 50   | +66,515                    | 11      | 2         | 2      |
| 10          | 6  | Isack Hadjar          | Racing Bulls-Honda RBPT      | 50   | +67,091                    | 14      | 4         | 1      |
| 11          | 14 | Fernando Alonso       | Aston Martin Aramco-Mercedes | 50   | +75,917                    | 13      | 2         |        |
| 12          | 30 | Liam Lawson           | Racing Bulls-Honda RBPT      | 50   | +78,451                    | 12      | Bez zmian |        |
| 13          | 87 | Oliver Bearman        | Haas-Ferrari                 | 50   | +79,194                    | 15      | 2         |        |
| 14          | 31 | Esteban Ocon          | Haas-Ferrari                 | 50   | +99,723                    | 19      | 5         |        |
| 15          | 27 | Nico Hülkenberg       | Kick Sauber-Ferrari          | 49   | +1 okrążenie               | 18      | 3         |        |
| 16          | 18 | Lance Stroll          | Aston Martin Aramco-Mercedes | 49   | +1 okrążenie               | 16      | Bez zmian |        |
| 17          | 7  | Jack Doohan           | Alpine-Renault               | 49   | +1 okrążenie               | 17      | Bez zmian |        |
| 18          | 5  | Gabriel Bortoleto     | Kick Sauber-Ferrari          | 49   | +1 okrążenie               | 20      | 2         |        |
| NS          | 22 | Yūki Tsunoda          | Red Bull Racing-Honda RBPT   | 1    | NU (uszkodzenia kolizyjne) | 8       |           |        |
| NS          | 10 | Pierre Gasly          | Alpine-Renault               | 0    | NU (wypadek)               | 9       |           |        |
| Źródło: FIA |    |                       |                              |      |                            |         |           |        |

### Najszybsze okrążenie
| Nr          | Kierowca     | Konstruktor      | Czas     | Okr. |
| ----------- | ------------ | ---------------- | -------- | ---- |
| 4           | Lando Norris | McLaren-Mercedes | 1:31,778 | 41   |
| Źródło: FIA |              |                  |          |      |

### Prowadzenie w wyścigu
| Nr                              | Kierowca        | Konstruktor                | Okrążenia | Suma |
| ------------------------------- | --------------- | -------------------------- | --------- | ---- |
| 1                               | Max Verstappen  | Red Bull Racing-Honda RBPT | 1–21      | 21   |
| 16                              | Charles Leclerc | Ferrari                    | 22–29     | 8    |
| 4                               | Lando Norris    | McLaren-Mercedes           | 30–33     | 4    |
| 81                              | Oscar Piastri   | McLaren-Mercedes           | 34–50     | 17   |
| \| Wykres \| \| ------ \| \| \| |                 |                            |           |      |
| Źródło: FIA                     |                 |                            |           |      |
| Wykres                          |                 |                            |           |      |
|                                 |                 |                            |           |      |

## Klasyfikacja po wyścigu

### Kierowcy
| P           | +/–       | Kierowca              | Zgł. | Punkty | P1 | P2 | P3 | PP | NO | NS | NU | NW | DK |
| ----------- | --------- | --------------------- | ---- | ------ | -- | -- | -- | -- | -- | -- | -- | -- | -- |
| 1           | 1         | Oscar Piastri         | 5    | 99     | 3  | –  | 1  | 2  | 1  | –  | –  | –  | –  |
| 2           | 1         | Lando Norris          | 5    | 89     | 1  | 2  | 1  | 1  | 3  | –  | –  | –  | –  |
| 3           | Bez zmian | Max Verstappen        | 5    | 87     | 1  | 2  | –  | 2  | –  | –  | –  | –  | –  |
| 4           | Bez zmian | George Russell        | 5    | 73     | –  | 1  | 2  | –  | –  | –  | –  | –  | –  |
| 5           | Bez zmian | Charles Leclerc       | 5    | 47     | –  | –  | 1  | –  | –  | 1  | –  | –  | 1  |
| 6           | Bez zmian | Andrea Kimi Antonelli | 5    | 38     | –  | –  | –  | –  | 1  | –  | –  | –  | –  |
| 7           | Bez zmian | Lewis Hamilton        | 5    | 31     | –  | –  | –  | –  | –  | 1  | –  | –  | 1  |
| 8           | Bez zmian | Alexander Albon       | 5    | 20     | –  | –  | –  | –  | –  | –  | –  | –  | –  |
| 9           | Bez zmian | Esteban Ocon          | 5    | 14     | –  | –  | –  | –  | –  | –  | –  | –  | –  |
| 10          | Bez zmian | Lance Stroll          | 5    | 10     | –  | –  | –  | –  | –  | –  | –  | –  | –  |
| 11          | Bez zmian | Pierre Gasly          | 5    | 6      | –  | –  | –  | –  | –  | 2  | 1  | –  | 1  |
| 12          | Bez zmian | Nico Hülkenberg       | 5    | 6      | –  | –  | –  | –  | –  | 1  | –  | –  | 1  |
| 13          | Bez zmian | Oliver Bearman        | 5    | 6      | –  | –  | –  | –  | –  | –  | –  | –  | –  |
| 14          | 1         | Isack Hadjar          | 5    | 5      | –  | –  | –  | –  | –  | 1  | –  | 1  | –  |
| 15          | 1         | Carlos Sainz Jr.      | 5    | 5      | –  | –  | –  | –  | –  | 2  | 2  | –  | –  |
| 16          | 2         | Yūki Tsunoda          | 5    | 5      | –  | –  | –  | –  | –  | 1  | 1  | –  | –  |
| 17          | Bez zmian | Fernando Alonso       | 5    | 0      | –  | –  | –  | –  | –  | 2  | 2  | –  | –  |
| 18          | Bez zmian | Liam Lawson           | 5    | 0      | –  | –  | –  | –  | –  | 1  | 1  | –  | –  |
| 19          | Bez zmian | Jack Doohan           | 5    | 0      | –  | –  | –  | –  | –  | 1  | 1  | –  | –  |
| 20          | Bez zmian | Gabriel Bortoleto     | 5    | 0      | –  | –  | –  | –  | –  | 1  | 1  | –  | –  |
| Źródło: FIA |           |                       |      |        |    |    |    |    |    |    |    |    |    |

### Konstruktorzy
| P           | +/–       | Konstruktor                  | Zgł. | Punkty | P1 | P2 | P3 | PP | NO | NS | NU | NW | DK |
| ----------- | --------- | ---------------------------- | ---- | ------ | -- | -- | -- | -- | -- | -- | -- | -- | -- |
| 1           | Bez zmian | McLaren-Mercedes             | 10   | 188    | 4  | 2  | 2  | 3  | 4  | –  | –  | –  | –  |
| 2           | Bez zmian | Mercedes                     | 10   | 111    | –  | 1  | 2  | –  | 1  | –  | –  | –  | –  |
| 3           | Bez zmian | Red Bull Racing-Honda RBPT   | 10   | 89     | 1  | 2  | –  | 2  | –  | 2  | 2  | –  | –  |
| 4           | Bez zmian | Ferrari                      | 10   | 78     | –  | –  | 1  | –  | –  | 2  | –  | –  | 2  |
| 5           | 1         | Williams-Mercedes            | 10   | 25     | –  | –  | –  | –  | –  | 2  | 2  | –  | –  |
| 6           | 1         | Haas-Ferrari                 | 10   | 20     | –  | –  | –  | –  | –  | –  | –  | –  | –  |
| 7           | Bez zmian | Aston Martin Aramco-Mercedes | 10   | 10     | –  | –  | –  | –  | –  | 2  | 2  | –  | –  |
| 8           | Bez zmian | Racing Bulls-Honda RBPT      | 10   | 8      | –  | –  | –  | –  | –  | 1  | –  | 1  | –  |
| 9           | Bez zmian | Alpine-Renault               | 10   | 6      | –  | –  | –  | –  | –  | 3  | 2  | –  | 1  |
| 10          | Bez zmian | Kick Sauber-Ferrari          | 10   | 6      | –  | –  | –  | –  | –  | 2  | 1  | –  | 1  |
| Źródło: FIA |           |                              |      |        |    |    |    |    |    |    |    |    |    |